# Antonio Cianciullo
Antonio Cianciullo (Napoli, 5 giugno 1913 – Cefalonia, 22 settembre 1943) è stato un militare italiano.

## Biografia
Ex-allievo della Scuola Militare Nunziatella di Napoli, si laureò in economia e commercio prima di ricevere il richiamo alle armi come tenente di fanteria. Assegnato alla Divisione Acqui, ne seguì le operazioni prima in Albania e poi durante la campagna italiana di Grecia sotto il comando del generale Antonio Gandin.
L'8 settembre 1943 il capitano Cianciullo era basato a Cefalonia dove comandava la compagnia mitraglieri di Corpo d'armata. La notizia dell'armistizio di Cassibile tra l'Italia e gli Alleati, e la conseguente ostilità delle forze tedesche basate a Cefalonia verso gli italiani, lo vide reagire difendendo strenuamente le posizioni assegnategli. Accerchiato da forze preponderanti in località Farsa, rifiutò di arrendersi, seguendo il martirio della Divisione Acqui nell'ambito dell'eccidio di Cefalonia e meritando sul campo la medaglia d'oro al valor militare.